# تپه۱ کیلومتری شمال غربی تپه روزه
تپه۱ کیلومتری شمال غربی تپه روزه در شهرستان آزادشهر، ۱ کیلومتری شمال غرب تپه روزه واقع شده و این اثر در تاریخ ۲۳ فروردین ۱۳۴۶ با شمارهٔ ثبت ۷۳۳ به‌عنوان یکی از آثار ملی ایران به ثبت رسیده است.